# Caritas-Pirckheimer-Haus (Nürnberg)

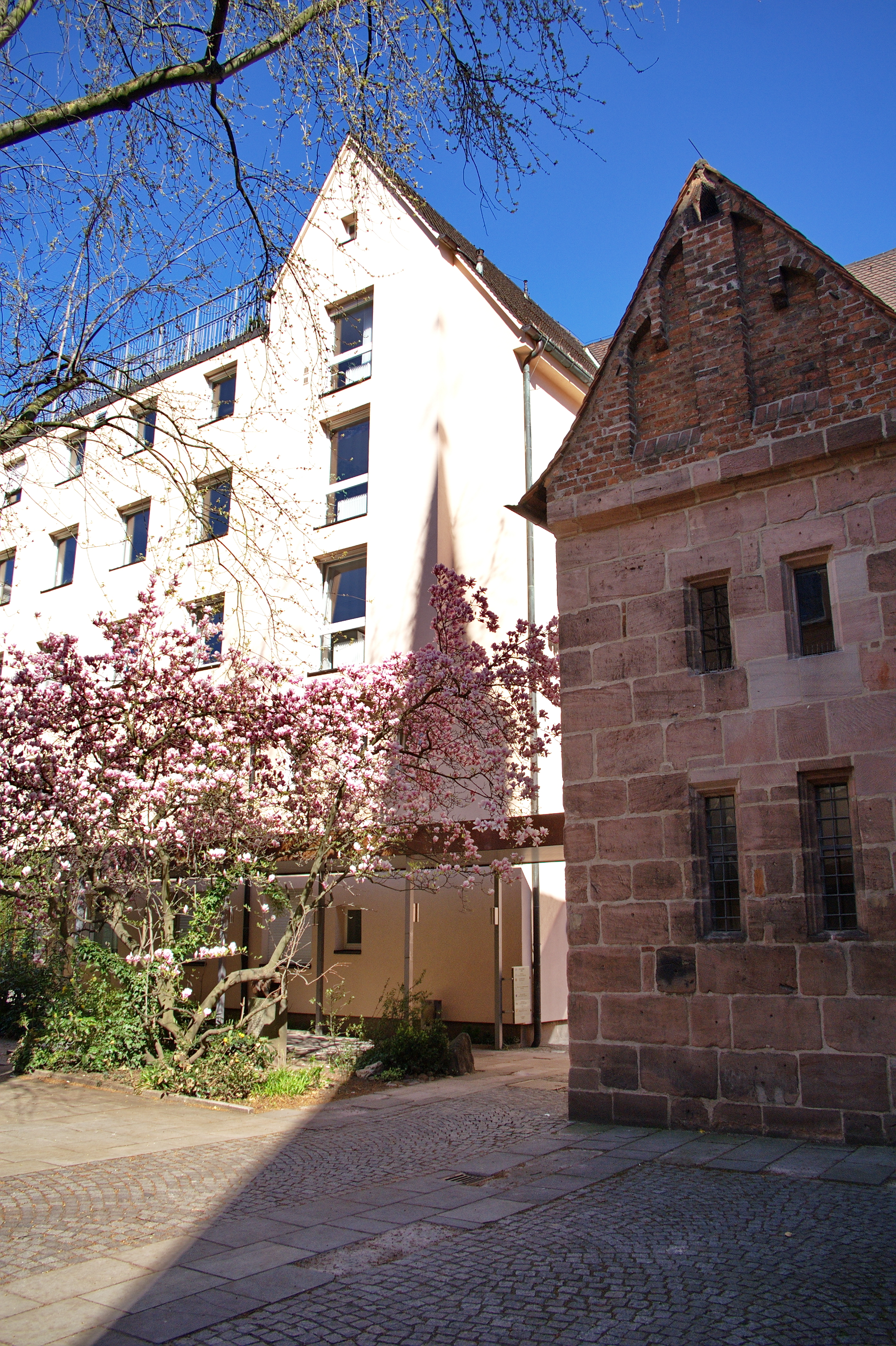
Teilansicht des Caritas-Pirckheimer-Hauses

Das Caritas-Pirckheimer-Haus (CPH) in Nürnberg wurde zunächst 1960 vom Jesuitenorden als Jugendhaus gegründet. Heute ist dort die katholische Akademie  Caritas-Pirckheimer-Haus, ein Bildungs- und Tagungshaus in gemeinsamer Trägerschaft der Erzdiözese Bamberg und der Zentraleuropäischen Provinz des Jesuitenordens angesiedelt. Benannt ist das Haus nach der Nürnberger Äbtissin Caritas Pirckheimer (1467–1532). 

## Geschichte und Namensgebung
1959 wurden bei den Bauarbeiten auf dem Gelände des ehemaligen Klarissenklosters die Gebeine der Äbtissin Caritas Pirckheimer entdeckt. Das war der Anlass, das Haus Caritas-Pirckheimer-Haus zu nennen.
Die Grundsteinlegung zum Bau des Jugendhauses erfolgte am 13. Dezember 1959 durch Weihbischof Johannes Lenhardt. Am 27. November 1960 fand die Einweihung durch den Bamberger Erzbischof Josef Schneider statt. Am 23. April 1961 eröffnete das Caritas-Pirckheimer-Haus als Jugendbildungsstätte unter der Trägerschaft des Jesuitenordens. Erster Direktor war Pater Otto Schweikart SJ. Ende 1970 wurde nach der Einweihung des Erweiterungsbaus Klaragasse 5 eine Akademie für Erwachsenenbildung unter der Trägerschaft der Erzdiözese Bamberg eingerichtet. Das Caritas-Pirckheimer-Haus ist seitdem eine Jugend- und Erwachsenenakademie. 
Bis heute ist die Akademie Caritas-Pirckheimer-Haus die einzige kirchliche Akademie in Deutschland, die nach einer Frau benannt ist.

## Akademie Caritas-Pirckheimer-Haus
Die Akademie Caritas-Pirckheimer-Haus gGmbH (Akademie CPH) ist eine Akademie für Jugendliche (Angebote für Schulklassen) und Erwachsene. Akademiedirektor ist Siegfried Grillmeyer, sein Stellvertreter ist Claudio Ettl. 
Im Zentrum der Akademiearbeit stehen grundlegende und aktuelle Fragen zu Gesellschaft, Religion, Politik, Ethik und Kultur. Ein Ziel ist, Menschen zur Teilhabe am gesellschaftlichen, politischen, kulturellen, religiösen und spirituellen Leben zu ermutigen. Außerdem liegt ein Schwerpunkt auf inklusiven Projekten.
Die Bildungsarbeit der Akademie CPH ist auf vier Ressorts aufgeteilt. Innerhalb dieser Bildungsressorts entstehen verschiedene Bildungsformate und Projekte: 
Im Ressort „Theologie, Spiritualität, Philosophie“ liegen die Schwerpunkte auf Bibelwissenschaft und Religionsgeschichte, Kirche, Gesellschaft und Sozialethik, innerchristlicher Ökumene und interreligiöser Dialog, vor allem mit Judentum und Islam. Seit über 10 Jahren ist hier auch das inklusive Projekt: „Bibel in Leichter Sprache“ angesiedelt. Weitere Schwerpunkte sind Fort- und Weiterbildungen für Lehrkräfte, pastorales Personal und Ehrenamtliche. 
Zentrale Frage des Ressorts „Menschenrechte, Demokratie, Erinnerungsarbeit“ ist, wie man an die nationalsozialistischen Verbrechen erinnern, Menschenrechte stärken und Demokratie schützen kann. Die Zielgruppe sind Schüler und Schülerinnen und Studierende, Lehrkräfte und Multiplikatorinnen, Haupt- und Ehrenamtliche in der Kirche, katholische Verbände und Einrichtungen und zunehmend auch inklusive Gruppen. Zu diesem Ressort gehört außerdem die Partnerschaft der alle zwei Jahre stattfindenden Verleihung des Nürnberger Menschenrechtspreises. Als Bildungspartnerin kooperiert die Akademie CPH mit dem Dokumentationszentrum Reichsparteitagsgelände und dem Memorium Nürnberger Prozesse. Seit 2018 ist an der Akademie CPH zusätzlich der Standort Nordbayern des Kompetenzzentrums Demokratie und Menschenwürde der Katholischen Kirche Bayern (KDM) angesiedelt.
Ziel des Bildungsbereichs „Gesellschaft, Solidarität, Nachhaltigkeit“ ist es, über die Bildungsarbeit mit Schulklassen und Jugendlichen Solidarität, Toleranz und Nachhaltigkeit zu fördern, das demokratische Zusammenleben zu stärken und Gewalt, Rassismus und Diskriminierung vorzubeugen.
Im Ressort „Kunst, Kultur, Teilhabe“ geht es um kulturelle Bildung mit zeitgenössischen Themen und Fragestellungen. Ein Schwerpunkt dieses Ressorts sind außerdem die inklusiven Projekte „Kultouren für alle“ und „Wie geht Demokratie?“.

## Pirckheimer-Preis
Seit 2009 verleiht die Akademie CPH jedes Jahr im März im Rahmen des Pirckheimer-Tags den sogenannten Pirckheimer-Preis für besondere Projekte, Einzelleistungen und Engagements mit Bezug zur Region.

## Publikationen
Regelmäßig publiziert die Akademie CPH Vorträge, Tagungsberichte und Dokumentationen in eigenen Veröffentlichungen. Mittlerweile sind über 55 Bücher erschienen. Die CPH-Publikationen fassen die kirchliche, gesellschaftliche und politische Bildungsarbeit der Akademie zusammen.   
Daneben veröffentlichen die beiden Akademiedirektoren sowie die Bildungsreferenten und -referentinnen immer wieder Fachbeiträge in Fachzeitschriften.  

## Engagement und Vernetzung
Die Akademie Caritas-Pirckheimer-Haus ist lokal, regional und überregional in zahlreichen Gremien, Vereinen und Verbänden aktiv, darunter der Leiterkreis der katholischen Akademien im deutschsprachigen Raum, das Koordinierungsgremium der Allianz gegen Rechtsextremismus der Metropolregion Nürnberg, der Fachbeirat des Kunst- und Kulturpädagogischen Zentrums der Museen in Nürnberg (KPZ), die Gesellschaft für Christlich-Jüdische Zusammenarbeit in Franken, der Beirat des Bildungscampus Nürnberg, das Katholische Bibelwerk, das Nürnberger Netzwerk Engagementförderung, die AG Gender*Ökumene Bayern, das Landesweite Beratungsgremium gegen Rechtsextremismus der Landeskoordinierungsstelle Bayern gegen Rechtsextremismus (LKS) und der Jugendhilfeausschuss der Stadt Nürnberg. 